# F3 (funicolare di Istanbul)
La Linea F3, conosciuta anche come Vadistanbul Skyrail (in turco Vadistanbul Havaray) e ufficialmente chiamata linea funicolare F3 Vadistanbul-Seyrantepe (in turco F3 Vadistanbul-Seyrantepe füniküler hattı), è una funicolare lunga 750 metri a Sarıyer, Istanbul. La linea è una delle quattro funicolari in esercizio in Turchia, tutte a Istanbul, ed è l'unica che opera in superficie. A causa del fatto che la F3 corre lungo un viadotto di cemento, è stata pubblicizzata come una monorotaia, anche se tecnicamente è una funicolare. Il percorso si snoda tra il centro commerciale Vadistanbul e Seyrantepe, dove è disponibile la connessione alla linea M2.
La F3 è stata inaugurata il 29 ottobre 2017.

## Tragitto
La linea F3 è situata nel sud di Sarıyer, appena a ovest di Maslak. La maggior parte del percorso corre lungo un viadotto in cemento sopraelevato e comprende due stazioni. Il capolinea nord-ovest della F3, la stazione di Vadistanbul, si trova all'interno di una struttura sferoidale in vetro che si collega al 2º piano del Centro commerciale Vadistanbul. Il capolinea sud-est, la stazione di Seyrantepe, si trova in sotterraneo sul lato nord della superstrada O-2. Un tunnel sotto la superstrada si collega alla stazione della linea M2. Il percorso è per lo più a binario unico, ad eccezione di una breve sezione a doppio binario lunga 147 m nel mezzo, che consente ai treni di incrociarsi. Il costo totale di costruzione della linea è stato di 15 milioni di euro.